# 金信
金信（韓語：김신，1922年9月21日—2016年5月19日），號瑞言（韓語：서언），生於上海，大韓民國空軍退役中將、外交官及政治人物，為韓國獨立運動領導人金九的兒子。曾任空軍參謀總長、駐中華民國大使、交通部部長等職。金氏能說流利上海腔的華語，並曾將女兒送到台北就讀北一女中。2016年2月時，他為了推動韓台雙邊社會學術交流，而捐贈200萬美元予國立台灣大學。2016年5月19日，金信逝世，5月21日下葬於國立大田顯忠院內的將領第2墓區。

## 經歷

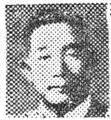
五一六政變時的金信

1922年9月，出生於上海。後就讀安徽省屯溪中學，重慶國立中央大學實驗學校（现南师附中）。
1945年5月，中華民國空軍軍官學校（筧橋）第24期畢業。
1947年6月，美國德州倫道夫航空學校畢業。
1950年5月，韓國參謀學校畢業。歷任韓戰時期的空軍本部作戰局長、第1戰鬥機聯隊第101基地大隊長、1聯隊第15飛行教育大隊長等職。並曾於1952年以第1聯隊上校的身份主導北朝鮮戰略設施——勝湖里鐵橋（승호리철교）的空襲行動，並於1月15日成功炸斷該橋。
1953年7月，在阿拉巴馬州美國空軍大學修畢SOC/FOC課程。
1953年9月，第10戰鬥機聯隊長。
1956年9月，空軍本部行政参謀部長。
1959年7月，空軍參謀次長。
1960年8月，空軍參謀總長。
1962年，中將退役、駐中華民國大使
1971年，交通部部長。
1976年，國會議員（維新政友會）
1986年，韓國獨立紀念館理事長。

## 著作
- 《翱翔在祖國的天空：金信回憶錄》